# Akonangui Football Club
Maillots
Akonangui FC est un club équatoguinéen de football basé à Ebebiyín.
Vainqueur de quatre titres de champion de Guinée équatoriale et de quatre Coupes de Guinée équatoriale, le club a participé à sept reprises à des compétitions continentales. Son meilleur résultat est une élimination au deuxième tour en 2007, obtenu à deux occasions : lors de la Ligue des champions en 2002 et lors de la Coupe de la confédération 2006.

## Palmarès
- Championnat de Guinée équatoriale (5) 
  - Champion : 1992, 1999, 2001, 2008, 2013

- Coupe de Guinée équatoriale (5)
  - Vainqueur : 1979, 1996, 2002, 2007, 2019
  - Finaliste : 2004

- Supercoupe de Guinée équatoriale (1)
  - Vainqueur : 2019

## Joueurs notables
- Viera Ellong
- Daniel Ekedo
- Achille Pensy Moukembe